# Institut Cartogràfic i Geològic de Catalunya
L'Institut Cartogràfic i Geològic de Catalunya — en français, Institut cartographique et géologique de Catalogne (traduction littérale), ou Institut géographique et géologique de Catalogne — est un organisme public de la communauté autonome espagnole de Catalogne, chargé de promouvoir la connaissance, la prospection et l'information de son sol et de son sous-sol.